# Yinchuan
Yinchuan  (kineski: 银川),  je administrativni centar kineske Autonomne regije naroda Hui - Ningxia od 991 000 stanovnika (prema procjeni iz 2007.).

## Zemljopisne karakteristike
Yinchuan leži na zapadnoj obali Žute rijeke, u njenom gornjem toku, gdje rijeka pravi veliki zavoj.

## Vanjske poveznice
- Yinchuan na portalu Encyclopædia Britannica (engl.)
- Službene stranice grada (engl.)